# Hirteninsel
Die Hirteninsel ist eine Insel nahe dem Südufer des Altmühlsees im Fränkischen Seenland, nördlich von Unterwurmbach, einem Gemeindeteil der mittelfränkischen Stadt Gunzenhausen.
Sie liegt einen Kilometer vom Seezentrum Wald und 4,3 km vom Seezentrum Schlungenhof entfernt, hat einen Umfang von etwa 530 Metern und ist etwa 35 Meter vom Südufer des Sees entfernt. Mit 210 Metern Länge und einer maximalen Breite von 80 Metern hat sie eine Fläche von rund 1,4 Hektar.
Die Insel war anfänglich vom Rundweg um den Altmühlsee über eine Holzbrücke erreichbar. Nachdem diese wegen Baufälligkeit abgebaut wurde, ist sie nun durch einen Verbindungsdamm mit dem Weg verbunden. Die Fahrradmitnahme ist nicht erlaubt. Der Hauptteil der Insel ist mit Gras bedeckt, am Ufer sind Bäume gepflanzt. Sie ist mit einer Schutzhütte bebaut und frei zugänglich.
Der Name der Insel kommt von den manchmal hier hütenden Hirten.